# شهرستان تاراکا-نیتی
شهرستان تاراکا-نیتی (به لاتین: Tharaka-Nithi County) یک شهرستان در کنیا است. شهرستان تاراکا-نیتی ۲٬۵۶۴ کیلومتر مربع مساحت و ۳۹۳٬۱۷۷ نفر جمعیت دارد.